# Olav Skaaning Andersen
Olav Skaaning Andersen (født 23. juni 1965 i Hjortsvang mellem Vejle og Horsens) er en dansk journalist, redaktør og forfatter, der fra 2010 til 2016 var ansvarshavende chefredaktør på BT.
Olav Skaaning Andersen er en af de højst rangerende personer i dansk journalistik.[kilde mangler] Han har tre gange, i 1999, 2000 og i 2007, været nomineret til Cavlingprisen. Han har tidligere været chef for Deadline på DR2, P1 Orientering og DR2 Udland.
Han var i 1998, sammen med den tidligere cykelrytter Niels Christian Jung, forfatter til en bog med titlen"Doping på landevejen" og har senere lavet en række dokumentarfilm om dopingmisbrug i cykelsporten, bl.a. filmen "Tavshedens Pris".